# Экономика Иркутской области
Иркутская область имеет важное экономическое значение, основными отраслями специализации области являются лесная, деревообрабатывающая, целлюлозно-бумажная, горнодобывающая промышленность, машиностроение и др. По ВВП на душу населения Иркутская область занимает 20-е место среди 85 субъектов Федерации, по показателю среднедушевых доходов — 20-е место.

## Сельское и лесное хозяйство
Сельское и лесное хозяйство составляет 8% ВРП. По стоимости аграрной продукции регион занимает 28-е место в РФ. Доля сельскохозяйственных угодий составляет 2,7% площади региона, из них 1,3% приходится на пашню (в основном в УОБО). В структуре посевных площадей на 2007 год преобладали зерновые (58%), затем шли кормовые (31%) и картофель и овощи (11%). Животноводство представлено молочно-мясным скотоводством в УОБО и Усольском и Черемховском районах, а также овцеводством, птицеводством, в районах компактного проживания тофаларов и северных районах области — оленеводство. Несмотря на это, область — аграрно-дефицитный регион. 
Лесистость области — 82%; в области сосредоточено 11% всех запасов древесины страны и заготавливается 10-15% российской деловой древесины.

## Промышленность
Промышленность составляет 28% ВРП. По стоимости продукции добывающей промышленности — 22 место в РФ, обрабатывающей — 21 место. Отраслевая структура промышленности — металлургия (28%), транспортное машиностроение (15%), целлюлозно-бумажная и полиграфическая промышленность (12%), химическая промышленность (10%), деревообрабатывающая промышленность (8%), пищевая промышленность (7%), нефтепереработка (5%).
Область лидирует в стране по производству деловой древесины и пиломатериалов, занимает второе место (после Архангельской области) по производству целлюлозы и (после ХМАО — Югра) по производству электроэнергии. 
Крупные и известные предприятия:
- Братский алюминиевый завод
- Иркутский алюминиевый завод
- Братская ГЭС
- Иркутская ГЭС
- Усть-Илимская ГЭС
- Мамаканская ГЭС
- Братский лесопромышленный комплекс (БЛПК)
- Усть-Илимский лесопромышленный комплекс
- Байкальский ЦБК
- Ангарская нефтехимическая компания (АНХК)
- Иркутская нефтяная компания
- Верхнечонскнефтегаз
- Иркутский авиационный завод
- Иркутский завод тяжелого машиностроения
- «Иркутсккабель» (Шелехов)
- Ангарский электролизно-химический комбинат
- «Усольехимпром»
- «Саянскхимпласт»
- Братский завод ферросплавов
- Коршуновский ГОК
- Тыретский соляной рудник
- Черемховский, Мугунский, Азейский угольные разрезы
- «Высочайший»
- Карьер «Перевал»
- Ангарский цементный завод
- «Аккумуляторные Технологии»[1]

### Энергетика
Энергосистема региона является одной из крупнейших в России — по состоянию на конец 2018 года, на территории Иркутской области эксплуатировалось 15 крупных тепловых электростанций и четыре гидроэлектростанции общей мощностью 13132,1 МВт, а также 55 работающих в зоне децентрализованного энергоснабжения дизельных электростанций (ДЭС) общей мощностью 17,075 МВт. В 2018 году они произвели 50,95 млрд кВт·ч электроэнергии.

## Транспорт
В области относительно развитая транспортная система, в ней присутствуют все виды транспорта:
- воздушный
- внутренний водный
- железнодорожный
- автомобильный

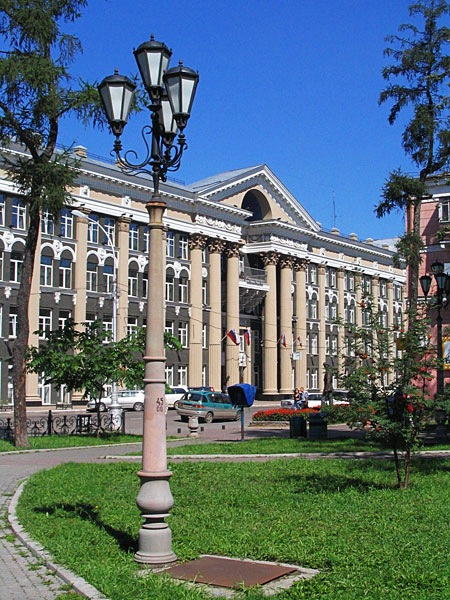
Здание управления Восточно-Сибирской железной дороги в Иркутске

Основным транспортом в грузообороте является железнодорожный, который за год перевозит почти 70 млн тонн грузов. Главной транспортной артерией Иркутской области является Транссибирская железнодорожная магистраль. По территории области, от города Тайшета на восток до станции Кунерма, протянулся западный участок БАМа. В Слюдянском районе области продолжает функционировать Кругобайкальская железная дорога — памятник истории и архитектуры начала XX века. Эксплуатационная длина железнодорожных путей общего пользования составляет порядка 2500 км.
В области функционируют 9 аэропортов: Иркутский, Братский, Усть-Кутский, Казачинский, Бодайбинский, Мамский, Ербогаченский, Нижнеудинский и Киренский. Среди них доминируют два аэропорта: Иркутска и Братска, которые имеют статус международных и осуществляют рейсы в Китай, Монголию, Таджикистан, Таиланд, Турцию, Узбекистан, Южную Корею, а также регулярные рейсы в Германию.
Развитая сеть автомобильных дорог позволяет перевозить грузы автотранспортом в большинство населенных пунктов области. Протяженность автомобильных дорог общего пользования с твердым покрытием составляет более 12655 км. По протяжённости автомобильных дорог область занимает второе место в Сибирском федеральном округе после Красноярского края. Главная автомобильная артерия региона — трасса М-53 «Байкал», которая проходит через Тайшет, Черемхово, Иркутск и Слюдянку и уходит далее на восток. Проектируется федеральная трасса «Вилюй», участок которой до Усть-Кута уже построен.
По территории области протекают крупнейшие судоходные реки — Ангара, Лена, Нижняя Тунгуска, обусловившие развитие водного транспорта, на долю которого приходится порядка 10 % общего грузооборота. Крупнейшие порты расположены на реке Лена — Киренск и Осетрово, через них осуществляется перевалка грузов в Республику Саха (Якутия). Судоходство на Лене начинается от посёлка Жигалово, Ангара судоходна полностью, а суда по Нижней Тунгуске ходят в пределах области от Подволошино до Инаригды.
Действуют нефтепроводы Омск-Ангарск и западная часть ВСТО: Тайшет-Витим.